# Гергей Печ
Гергей Печ (венг. Péc nembeli Gergely; умер после 1296/1309 года) — венгерский барон и военный деятель XIII века, который служил королевским судьёй в 1288 году. Он был прародителем влиятельной семьи позднего средневековья Маркали.

## Семья
Гергей родился в первой половине 1240-х годов. Он происходил из залской (комитат Зала) линии рода (клана) Печ, которая имела крупные владения в нескольких комитатах Трансданубии, а также в других частях Венгерского королевства. Он был старшим сыном Марка I, который появился в исторических документах в период между 1240 и 1245 годами. У Гергея было четыре младших брата: Марк II, Иштван, Лукаш III и Апор. Иштван Печ был предком семьи Берсенчеи (или Мусинаи). Лукаш Печ был ишпаном комитата Зала, в то время как Апор Печ считался влиятельным бароном на рубеже XIII—XIV веков. Их двоюродным братом был Дениш Печ, самый знатный член клана.
У Гергея был сын Иоахим от брака с неизвестной знатной дамой. Иоахим упоминался в письменных документах в 1311—1321 годах. Его замок в Сентьердье (также называемый Békavár, букв. «Замок лягушки») был осаждён и захвачен Андрашем Кёсеги около 1315 года. Через его единственного внука Иштвана Гергей был прародителем могущественной семьи Маркали, которая стала известной в XV веке. Семья прервалась в 1487 году.

## Карьера
Гергей впервые упоминается в королевской хартии 1266 года, в которой он упоминается как ишпан Ройча (сегодня Ровище, Хорватия), который лежал на территории Крижевци (Кереш) и принадлежал к владениям Белы, герцога Славонии. В этом качестве он участвовал в болгарской кампании, которая проходила в том же году. Когда видинский деспот Яков Светослав, бывший вассалом герцога Иштвана, подчинился болгарскому царю Константину Тиху, воспользовавшись гражданской войной в Венгрии, они переправились через Дунай в 1265 году и напали на венгерские крепости к северу от реки, которая принадлежала «младшему королю» Иштвану. В ответ на это, после того как Бела IV и его сын Иштван подписали мирный договор на острове Маргит, «младший король», при ограниченной поддержке королевской армии Белы, вторгся в Болгарию летом 1266 года. Главные силы венгерской армии захватили Видин, Плевен и другие крепости, в то время как вторая армия под командованием Грегори Печа разгромила болгар во Врхове (или Враксе). В то же самое время, венгерские войска Иштвана под командованием Эгида Моносло осадили и захватили Тырново, разграбив прилегающие земли. Венгерский историк Аттила Жолдос считает, что намерение, стоявшее за назначением молодого Грегори в качестве предводителя одной из венгерских армий, состояло в том, чтобы дать ему возможность продемонстрировать свои военные навыки. Герцог Иштван, талантливый военачальник, пытался наладить личные отношения с теми дворянами, которые прибыли в Болгарию из владений его отца Белы.
Его политическая карьера достигла своего пика во время правления короля Ласло IV Куна, чьё правление характеризовалось феодальной анархией, когда многие группировки баронов, прежде всего Чаки, Кёсеги и Гуткеледы, боролись друг с другом за верховную власть. Когда Бела, герцог Мачвы, был убит Генрихом Кесеги и его солдатами после острого спора около 15 ноября 1272 года, его провинция, герцогство Мачвы, была разделена между членами ведущих дворянских семей. Гергей Печ стал баном Браничево и Кучево (сейчас — Сербия), впервые упомянутый в этом качестве 27 ноября. 14 мая 1273 года он всё ещё занимал обе должности. Однако оба баната оказались недолговечными административными единицами. В 1279 году ему наследовал Иштван, сын Текеша, как бан Кучево, а область Браничево управлялась двумя болгарскими дворянами, братьями Дорманом и Куделиным, вскоре после последнего появления Грегори в качестве бана.
Гергей Печ воевал против войск короля Чехии Оттокара II, которые вторглись на пограничные земли Венгрии в апреле 1273 года. Он участвовал в многочисленных столкновениях против чешских войск вместе со своими сородичами Денишем и Бенедиктом. Гергей с июня по сентябрь/декабрь 1275 года исполнял обязанности ишпана графства Шомодь. Он вновь вступил в должность около июля 1276 года, удерживая эту должность до того же месяца следующего года. Гергей исполнял функции королевского судьи около сентября 1288 года, в течение последних лет правления короля Ласло IV. Возможно, что он сохранял эту должность до следующего года, когда его сменил Амадей Аба.
После убийства короля Ласло Куна в 1290 году Гергей Печ считался доверенным лицом нового монарха Андраша III. Его наследственные и приобретённые земли лежали на границе владений двух олигархических доменов — кланов Чак и Кёсеги, поэтому его политическое, социальное и финансовое положение постоянно подвергалось риску. Вполне вероятно, что он построил замок Szentgyörgy, чтобы защитить свои земельные владения от клана Кёсеги. В 1291 году он был назначен ишпаном комитатов Барч и Нитра, чтобы представлять королевскую власть во владениях клана Чак. Когда король Венгрии Андраш III и герцог Альбрехт Австрийский совместно вторгшись в земли клана Кесеги и их главный форт в Кёсеге в августе 1296 года, Гергей Печ участвовал в этой военной кампании. Это последняя актуальная информация о нём. После смерти короля Андраша в 1301 году он удалился от общественной жизни, если вообще был жив. Согласно неаутентичному уставу от июля 1309 года (на самом деле он был написан столетие спустя), он действовал в качестве арбитра в судебном процессе между родом Тенгерди и аббатством Шомодьвар.